# مرصد بركان الكاسكيد
مرصد ديفيد أ. جونستون لبراكين الكاسكيدDavid A. Johnston Cascades Volcano Observatory(( CVO ) هو مرصد مخصص لمراقبة البراكين في جبال الكاسكيد الشمالية في الولايات المتحدة. و قد تم تأسيسه في صيف عام 1980، بعد ثوران جبل سانت هيلينز .  و سمي على إسم عالم البراكين في هيئة المسح الجيولوجي الأمريكية (USGS) ديفيد أ. جونستون ، الذي قُتل في أحداث تلك الفاجعة في عام 1981.  تغطي المنطقة الحالية للمرصد ولايات أوريغون وواشنطن وأيداهو . يشمل نطاق سلسلة جبال الكاسكيد شمال كاليفورنيا ، وكانت براكين تلك الولاية، مثل جبل شاستا ولاسين بيك ، تقع في السابق تحت سلطة CVO. و حاليا ، أصبحت تحت سلطة مرصد البراكين في كاليفورنيا (CalVO)، الذي تم تشكيله في فبراير 2012 و مقره يوجد في مينلو بارك، كاليفورنيا ، و الذي يراقب و يبحث النشاط البركاني في جميع أنحاء كاليفورنيا ونيفادا . 
يعد مرصد بركان الكاسكيد جزءًا من هيئة المسح الجيولوجي الأمريكية، ووهي وكالة علمية تابعة لحكومة الولايات المتحدة .  و تقع في فانكوفر، واشنطن في منطقة بورتلاند، أوريغون الحضرية.

## البراكين التي تمت مراقبتها
تظهر هذه القائمة البراكين التي يراقبها مرصد الكاسكيد حاليًا، و التي تتراوح حسب تقييم المخاطر من الأعلى إلى الأدنى.
وفقًا لتقييم المخاطر الذي أجرته هيئة المسح الجيولوجي الأمريكية للبراكين الواقعة في منطقة كاسكيد الشمالية، تم تصنيف البراكين التالية على أنها "ذات احتمالية تهديد عالية جدًا".
- بحيرة كريتر في جنوب غرب ولاية أوريغون بالقرب من كلايمث فولز
- قمة جليشر في شمال واشنطن
- جبل بيكر في شمال واشنطن
- جبل هود في شمال غرب ولاية أوريغون بالقرب من بورتلاند
- جبل رينييه في وسط واشنطن بالقرب من تاكوما
- جبل سانت هيلينز في جنوب غرب واشنطن بالقرب من فانكوفر
- بركان نيوبيري في وسط ولاية أوريغون بالقرب من بيند
- ثلاث أخوات في غرب وسط ولاية أوريغون بالقرب من بيند

صُنِفت البراكين التالية على أنها "ذات احتمالية تهديد عالية":
- جبل آدامز في جنوب غرب واشنطن

صُنِفت البراكين التالية على أنها "ذات احتمالية تهديد معتدلة الخطورة":
- جبل باتشيلور في وسط غرب ولاية أوريغون بالقرب من بيند

صُنِفت البراكين التالية على أنها ذات إمكانية تهديد"منخفضة إلى منخفضة للغاية":
- فوهة بيلكناب في وسط ولاية أوريغون
- حقل الحمم البركانية بلاك بوت في جنوب أيداهو بالقرب من شوشوني
- فوهة بحيرة بلو في شمال ولاية أوريغون
- تلة القرفة في جنوب غرب ولاية أوريغون بالقرب من بحيرة كريتر
- فوهات حقل بركان القمر في جنوب شرق ولاية أيداهو بالقرب من بوكاتيلو
- حقل بحيرة ديفيس البركاني في وسط ولاية أوريغون
- حقل Devils Garden البركاني في وسط ولاية أوريغون
- فوهات الماس في جنوب شرق ولاية أوريغون بالقرب من بيرنز
- حقل الحمم البركانية الذي تبلغ مساحته نصف فدان في جنوب شرق ولاية أيداهو بالقرب من شلالات أيداهو
- الجنة الهندية في جنوب غرب واشنطن بالقرب من جبل سانت هيلينز
- فوهات الأردن في جنوب شرق ولاية أوريغون
- جبل جيفرسون في شمال غرب ولاية أوريغون
- حقل بركان جبل الرمل في وسط غرب ولاية أوريغون بالقرب من جبل جيفرسون
- حقل وابي لافا في جنوب شرق أيداهو بالقرب من بوكاتيلو
- الحفرة الغربية في جنوب غرب واشنطن بالقرب من جبل سانت هيلينز

هناك براكين أخرى في منطقة كاسكيد الشمالية لم يسبق أن تم تقييمها بواحد من مستويات الخطر هذه و التي تستحق المراقبة. إضافة إلى ذلك، لم يتم تضمين البراكين التي لم تثور خلال العصر الهولوسيني .و في الأخير، قد أشارت هيئة المسح الجيولوجي الأمريكية، أنه على الرغم من أن احتمالية التهديد لبعض البراكين أقل، لكن لا يزال من الممكن أن تثور فترات أطول من تلك المذكورة.